# Головеньки (Тверская область)
Головеньки — деревня в Кашинском городском округе Тверской области.

## География
Находится в юго-восточной части Тверской области на расстоянии приблизительно 18 км на восток-северо-восток по прямой от города Кашин.

## История
В 1859 году здесь (тогда деревня Калязинского уезда) был учтен 21 двор. До 2018 года входила в состав ныне упразднённого Фарафоновского сельского поселения.

## Население
Численность населения: 138 человек (1859 год), 12 (русские 100 %) в 2002 году, 11 в 2010.